# Nina Nikolajewna Leontjewa

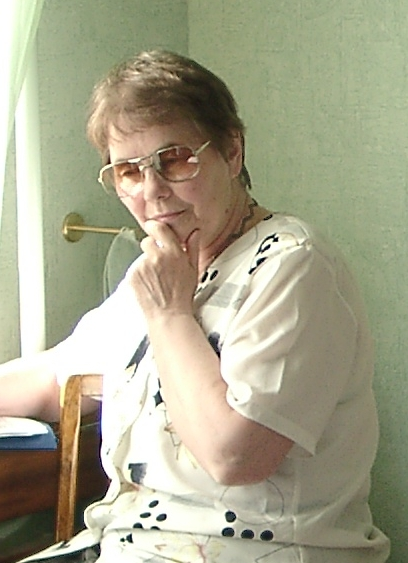
Nina Nikolajewna Leontjewa

Nina Nikolajewna Leontjewa (russisch Нина Николаевна Леонтьева; * 21. November 1936 in Narjan-Mar, Nördlicher Krai) ist eine sowjetische bzw. russische Linguistin, Informatikerin und Hochschullehrerin.

## Leben
Leontjewa begann das Studium am Moskauer Städtischen Potjomkin-Pädagogik-Institut (MGPI) in der Fakultät für Russische Sprache und Literatur. Nach dem vorzeitigen Bestehen der Prüfungen für den zweiten Jahreskurs unterbrach sie das Studium und arbeitete nacheinander in zwei Geologischen Prospektionsexpeditionen als Auswerterin. Nach der Rückkehr setzte sie das Studium im Abendstudium fort und arbeitete nun im Institut für Linguistik der Akademie der Wissenschaften der UdSSR in der Abteilung für Dialektologie, um dann in das Laboratorium für Maschinelle Übersetzung des nach Maurice Thorez benannten Moskauer Instituts für Fremdsprachen zu wechseln. Sie beteiligte sich an den Entwicklungsarbeiten und organisierte die Arbeit der 1. Allrussischen Vereinigung für Maschinelle Übersetzung. Das Studium am MGPI schloss sie 1959 ab.
Im Institut für Linguistik schloss Leontjewa 1967 die Aspirantur ab und verteidigte 1968 ihre Kandidat-Dissertation über semantischen Analyse und Bedeutungsunvollständigkeit von Text mit Erfolg für die Promotion zur Kandidatin der philologischen Wissenschaften.
Leontjewas Forschungsschwerpunkt wurden intellektuelle Systeme zum automatisierten Textverständnis. Als eine der Ersten studierte sie semantische Valenzen und schlug eine eigene Sprache für die Notierung von Bedeutungen vor. Ihre Doktor-Dissertation über die Struktur der semantischen Komponente im informativen Modell des automatischen Textverständnisses verteidigte sie 1990 mit Erfolg für die Promotion zur Doktorin der technischen Wissenschaften.
Zu lehren begann Leontjewa 1989. Gegenwärtig ist sie nebenberuflich Professorin der Moskauer Russischen Staatlichen Geisteswissenschaftlichen Universität.
Seit 1999 ist Leontjewa führende wissenschaftliche Mitarbeiterin des Forschungsrechenzentrums der Lomonossow-Universität Moskau.